# Myricaria platyphylla
Myricaria platyphylla är en tamariskväxtart som beskrevs av Carl Maximowicz. Myricaria platyphylla ingår i släktet klådrissläktet, och familjen tamariskväxter. Inga underarter finns listade.